# Gus Greensmith
Fergus Greensmith, dit Gus Greensmith, né le 26 décembre 1996 à Manchester, est un pilote de rallye anglais.

## Biographie
Fergus Harry Greensmith, alias Gus, naît le 26 décembre 1996, à Manchester. Il est le descendant d'Harry Greensmith, fondateur de la compagnie pétrochimique Crown Oil (en), basée à Manchester et dont il bénéficie du soutien depuis ses débuts en sport automobile. L'entreprise est aujourd'hui dirigée par le  père de Gus.   

### Carrière en football et en karting (2003-2012)
D'abord attiré par le football au cours de son enfance, il occupe le poste de gardien au Manchester City FC de ses débuts à l'âge de 7 ans jusqu'à ses 12 ans avant de s'orienter vers le karting en 2009.  
Le sommet de sa carrière en karting est la saison 2012 avec une 34e place en Championnat du monde CIK-FIA M18, saison au cours de laquelle il affronte d'autres pilotes bien connus tels que Charles Leclerc, Jules Gounon, Anthoine Hubert ou encore Ricky Collard.  

### Les débuts en Rallye (2013-2014)
Greensmith débute en rallye automobile en 2013, dans le championnat britannique Junior 1000 sur une Nissan Micra. Copiloté par Melanie Holmes, il termine dixième du championnat avec deux podiums dont une deuxième place pour meilleur résultat.     
Il s'engage simultanément en championnat de Grande-Bretagne et en Fiesta Sport Trophy sur une Ford Fiesta R1 la saison suivante. Il termine cinquième du championnat national avec une quatrième place pour meilleur résultat et premier pilote junior puis troisième du Fiesta Sport Trophy avec trois podiums,.   
Le britannique s'engage pour la première fois en WRC à l'occasion du Rallye de Grande-Bretagne sur une Ford Fiesta R2 avec Carl Williamson à sa droite. Il achève le rallye en quarante-deuxième position au général et à la troisième place de la classe R4.   

### Drive Dmack Cup (2015-2016)

#### 2015
Gus Greensmith franchit un nouveau cap en 2015, en s'engageant en championnat du monde des rallyes en catégorie Drive Dmack Cup sur une Ford Fiesta R2T, copiloté par Elliot Edmondson. 
Avec deux quatrièmes places obtenues au Portugal et en Pologne pour meilleurs résultats et 2 abandons en Finlande et en Allemagne, il termine sa première saison dans la catégorie à la sixième place. Il s'engage également sur le Rallye de Grande-Bretagne avec Alex Gelsomino, copilote régulier de Ken Block, qu'il achève à la cinquante-cinquième place au général. 
En parallèle à la Drive Dmack Cup et au championnat du monde, le natif de Manchester s'engage en début de saison sur le Tour of Epynt Rally où il termine vingt-deuxième ainsi qu'au Rallye d'Irlande en ERC, au cours duquel un problème de suspension le contraint à l'abandon. 

#### 2016
De nouveau engagé en Drive D-Mack Cup avec Alex Gelsomino à ses côtés, Greensmith termine sa saison à la quatrième place aux général avec une deuxième acquise en Catalogne pour meilleur résultat. 
Il termine aussi à la cinquième place du championnat de Grande-Bretagne junior grâce à une victoire et une deuxième place acquises en seulement 3 rallyes disputés. 

### WRC-2 & WRC-2 Pro (2016-2019)

#### 2016
Engagé pour la troisième fois consécutive sur son épreuve nationale en fin de saison 2016 avec Katrin Becker-Brugger, Greensmith y fait ses débuts en catégorie WRC-2 sur une Ford Fiesta R5 alignée par M-Sport. Il termine à la douzième place de la catégorie et trente-quatrième au général. 

#### 2017
Il s'engage en WRC-2 en 2017, toujours avec une Ford Fiesta R5. Craig Parry devient son nouveau copilote. 
Avec une cinquième place en Suède et deux sixièmes places en Grande-Bretagne et au Portugal pour meilleurs résultats sur 7 rallyes disputés, il achève sa saison à la onzième place du général. 

#### 2018
Au Mexique, pour son premier rallye de la saison en WRC-2, Greensmith obtient son premier podium dans la catégorie en terminant deuxième, à six minutes du championnat du monde en titre Pontus Tidemand, performance qu'il réédite en Argentine un mois plus tard. 
Un moment en tête de la catégorie au Rallye du Portugal, des problèmes mécaniques au cours de la deuxième étape le freinent dans son élan et lui font perdre huit places. Il achève sa course à cette même position.  
Il retrouve le chemin du podium en Finlande en terminant troisième. En Allemagne, accompagné d'un nouveau copilote en la personne de Stuart London (Craig Parry s'étant blessé lors des essais d'avant rallye au bassin et à la hanche à la suite d'une sortie de route), son rallye s'arrête prématurément à cause d'une violente sortie de route dans le deuxième passage de Panzerplatte dont il ressort avec quelques blessures.  
Pour les deux derniers rallyes de son programme en WRC-2, Greensmith retrouve Alex Gelsomino à la navigation. Après un nouvel abandon en Turquie, il retrouve le podium en Grande-Bretagne en terminant à la troisième place, s'assurant la quatrième place du championnat WRC-2.

#### 2019
Désormais pilote officiel du M-Sport World Rally Team, Greensmith prend part au nouveau championnat WRC-2 Pro. Il retrouve Eliot Edmondson dans le baquet de droite, Craig Parry ayant annoncé son retrait du rallye mondial pour problèmes de santé consécutifs à l'accident dont Gus et lui ont été victimes lors des essais du précédent Rallye d'Allemagne.   
Sa saison 2019 démarre de la plus belle des manières au Monte-Carlo où il s'impose en WRC-2 Pro et termine septième au général. Il enchaîne ensuite avec 3 podiums consécutifs en Suède, en Argentine et au Chili.    
Quatrième en Sardaigne, il remporte une nouvelle victoire en Turquie malgré un rallye marqué par 2 crevaisons et un gros crash dans l'avant-dernière spéciale du rallye. En Grande-Bretagne, le britannique est une nouvelle-fois victime de nombreux problèmes : d'abord victime d'une pénalité de 4 minutes 30 et une casse de suspension, il ne termine que trente-quatrième au général mais troisième du WRC-2 Pro. Il achève son programme dans la catégorie par une quatrième place en Catalogne et la troisième place du classement pilotes.   

### WRC (Depuis 2019)

#### 2019
En parallèle à son programme en WRC-2 Pro, Greensmith s'assure également de pouvoir disputer une série d'épreuves en WRC avec M-Sport, au volant d'une Fiesta WRC. 
Il débute dans la catégorie à l'occasion du Rallye du Portugal. Il y choisit le numéro 44. Occupant longtemps le huitième rang, il est victime d'une crevaison dans la treizième spéciale à la suite d'une légère sortie de route. Redescendu en quinzième position, il parvient à remonter jusqu'à la onzième place avant de renoncer dans la Power Stage à la suite d'une touchette consécutive à une mauvaise réception après un saut. 
Il est ensuite appelé pour remplacer Elfyn Evans pour 2 rallyes,, celui-ci étant victime de douleurs au dos provoquées par une mauvaise réception après un saut au Rallye d'Estonie. Longtemps dixième puis neuvième en Finlande, il est contraint à l'abandon après une sortie de route lors de la dernière journée. En Allemagne, malgré une touchette contre un arbre et une pénalité de vingt secondes, il termine au neuvième rang du général. 

#### 2020
Après sa saison 2019 en WRC-2 Pro, Greensmith s'assure d'un programme partiel en WRC avec M-Sport pour la saison 2020 aux côtés de Teemu Suninen et d'Esapekka Lappi. 
Devant disputer initialement 9 rallyes, ce programme est finalement revu à 6 épreuves, le calendrier du championnat du monde ayant été affecté par la pandémie de Covid-19. 
Lors du premier rallye de la saison à Monte-Carlo, Greensmith se fait remarquer dans la troisième spéciale où en essayant de rattraper un tête à queue dans un virage grâce à un prolongement de son dérapage afin de repartir dans le bon sens, il se retrouve dans le fossé et est contraint à l’abandon. Reparti le lendemain grâce à la règle du Rally2, il termine finalement à la soixante-troisième place du général. 
Non partant en Suède, il fait son retour au Rallye du Mexique. Évoluant en sixième position à mi-parcours, il est victime d'un problème technique  lui faisant perdre six places. Il parvient finalement à remonter jusqu'au neuvième rang final. En Estonie, une course prudente lui permet de terminer au huitième rang. Deux semaines plus tard en Turquie, Greensmith obtient son meilleur résultat en WRC grâce à une cinquième place au cours d'un rallye voyant de nombreux pilotes souffrir de nombreux problèmes mécaniques. 
Sa fin de saison s'avère beaucoup plus compliquée. D'abord victime d'un problème d'alternateur en Sardaigne le reléguant en fond de classement alors qu'un nouveau top 6 était envisageable, ses problèmes continuent lors de la dernière épreuve du championnat disputée à Monza où il est d'abord victime d'une casse d'une suspension lui faisant perdre de nombreuses places puis d'une violente sortie de route lors de la deuxième étape, le contraignant à l'abandon. 
Il termine sa saison au onzième rang du championnat avec 16 points.

#### 2021
Greensmith est reconduit chez M-Sport pour la saison 2021, cette fois-ci sur un programme complet, devenant le pilote no 1 de l'équipe anglaise. 
Sa saison débute difficilement à Monte-Carlo : régulièrement hors du rythme des chronos des leaders, en manque de confiance et également victimes de problèmes techniques, le britannique ne peut faire mieux que huitième, à plus de huit minutes du vainqueur, Sébastien Ogier. Greensmith va même jusqu'à qualifier ce résultat comme "la pire performance de sa carrière" à l'issue de la dernière spéciale du rallye,.

## Palmarès

### Victoires

#### Victoires en Championnat du Monde WRC-2 Pro
| # | Saison | Rallye                 | Pays    | Copilote          | Voiture             |
| - | ------ | ---------------------- | ------- | ----------------- | ------------------- |
| 1 | 2019   | 87e Rallye Monte-Carlo | Monaco  | Edmondson Elliott | Ford Fiesta R5      |
| 2 | 2019   | 12e Rallye de Turquie  | Turquie | Edmondson Elliott | Ford Fiesta R5 MKII |

#### Victoires en Championnat de Grande-Bretagne des Rallyes Junior
| # | Saison | Rallye               | Pays        | Copilote       | Voiture         |
| - | ------ | -------------------- | ----------- | -------------- | --------------- |
| 1 | 2016   | 39e Mid Wales Stages | Royaume-Uni | Gelsomino Alex | Ford Fiesta R2T |

## Résultats

### Résultats par saison
| Saison | Championnat                                       | Équipe        | Voiture                                            | Copilote                                 | Départs | Victoires | Podiums | Meilleurs Temps | Abandons | Points | Classement final |
| ------ | ------------------------------------------------- | ------------- | -------------------------------------------------- | ---------------------------------------- | ------- | --------- | ------- | --------------- | -------- | ------ | ---------------- |
| 2013   | Junior 1000 GB                                    | Privé         | Nissan Micra                                       | Melanie Holmes                           | 6       | 0         | 2       | 0               | 1        | 110    | 10               |
| 2014   | Championnat de Grande-Bretagne des Rallyes        | Privé         | Ford Fiesta R1                                     | Melanie Holmes Carl Williamson           | 5       | 0         | 0       | 1               | 0        | 77     | 5e (1er junior)  |
| 2014   | Fiesta Trophy UK                                  | Privé         | Ford Fiesta R1                                     | Melanie Holmes Carl Williamson           | 5       | 0         | 4       | 0               | 0        | 67     | 3e               |
| 2014   | WRC                                               | Privé         | Ford Fiesta R2                                     | Carl Williamson                          | 1       | 0         | 0       | 0               | 0        | 0      | N.C              |
| 2015   | Motorsport UK Tarmac                              | Privé         | Ford Fiesta R2                                     | Michael Gilbey                           | 1       | 0         | 0       | 0               | 0        | 0      | N.C              |
| 2015   | ERC                                               | Privé         | Ford Fiesta R2                                     | Eliot Edmondson                          | 1       | 0         | 0       | 0               | 1        | 0      | N.C              |
| 2015   | Drive Dmack Cup                                   | Privé         | Ford Fiesta R2T                                    | Eliot Edmondson                          | 6       | 0         | 0       | 3               | 2        | 48     | 6e               |
| 2015   | WRC                                               | Privé         | Ford Fiesta R2T                                    | Eliot Edmondson Alex Gelsomino           | 7       | 0         | 0       | 3               | 0        | 0      | 50e              |
| 2016   | Championnat de Grande-Bretagne des Rallyes        | Privé         | Ford Fiesta R2T                                    | Alex Gelsomino                           | 3       | 0         | 0       | 0               | 1        | 0      | N.C              |
| 2016   | Championnat de Grande-Bretagne des Rallyes Junior | Privé         | Ford Fiesta R2T                                    | Alex Gelsomino                           | 3       | 1         | 2       | 10              | 1        | 55     | 5e               |
| 2016   | Drive Dmack Cup                                   | Privé         | Ford Fiesta R2T                                    | Alex Gelsomino Katrin Becker-Brugger     | 4       | 0         | 1       | 18              | 1        | 52     | 4e               |
| 2016   | WRC-2                                             | M-Sport       | Ford Fiesta R5                                     | Katrin Becker-Brugger                    | 1       | 0         | 0       | 0               | 0        | 0      | 64e              |
| 2016   | WRC                                               | Privé M-Sport | Ford Fiesta R2 Ford Fiesta R5                      | Alex Gelsomino Katrin Becker-Brugger     | 5       | 0         | 0       | 0               | 0        | 0      | 40e              |
| 2017   | WRC-2                                             | Privé         | Ford Fiesta R5                                     | Craig Parry                              | 7       | 0         | 0       | 9               | 2        | 36     | 11e              |
| 2017   | WRC                                               | Privé         | Ford Fiesta R5                                     | Craig Parry                              | 7       | 0         | 0       | 0               | 2        | 0      | 37e              |
| 2018   | WRC-2                                             | Privé         | Ford Fiesta R5                                     | Craig Parry Stuart Loudon Alex Gelsomino | 7       | 0         | 4       | 7               | 2        | 70     | 5e               |
| 2018   | WRC                                               | Privé         | Ford Fiesta R5 Ford Fiesta R2T                     | Craig Parry Stuart Loudon Alex Gelsomino | 9       | 0         | 0       | 0               | 0        | 2      | 23e              |
| 2019   | WRC-2 Pro                                         | M-Sport       | Ford Fiesta R5 Ford Fiesta R5 MKII                 | Eliot Edmondson                          | 8       | 2         | 6       | 21              | 0        | 137    | 3e               |
| 2019   | WRC                                               | M-Sport       | Ford Fiesta R5 Ford Fiesta R5 MKII Ford Fiesta WRC | Eliot Edmondson                          | 11      | 0         | 0       | 0               | 2        | 9      | 15e              |
| 2020   | WRC                                               | M-Sport       | Ford Fiesta WRC                                    | Eliot Edmondson                          | 6       | 0         | 0       | 0               | 1        | 16     | 11e              |

### Résultats détaillés en Championnat du Monde des Rallyes
| Saison          | Rallye | Rallye | Rallye | Rallye | Rallye | Rallye | Rallye | Rallye | Rallye | Rallye | Rallye | Rallye | Rallye | Rallye | Rallye | Points | Classement final |
| --------------- | ------ | ------ | ------ | ------ | ------ | ------ | ------ | ------ | ------ | ------ | ------ | ------ | ------ | ------ | ------ | ------ | ---------------- |
| 2014            | MON    | SWE    | MEX    | ARG    | POR    | ITA    | POL    | FIN    | GER    | AUS    | FRA    | ESP    | GBR    |        |        | 0      | N.C              |
| 2014            | -      | -      | -      | -      | -      | -      | -      | -      | -      | -      | -      | -      | 42e    |        |        | 0      | N.C              |
|                 |        |        |        |        |        |        |        |        |        |        |        |        |        |        |        |        |                  |
| 2015            | MON    | SWE    | MEX    | ARG    | POR    | ITA    | POL    | FIN    | GER    | AUS    | FRA    | ESP    | GBR    |        |        | 0      | 50e              |
| 2015            | -      | -      | -      | -      | 36e    | -      | 40e    | Ab.    | Ab.    | -      | -      | 57e    | 55e    |        |        | 0      | 50e              |
| Drive Dmack Cup | -      | -      | -      | -      | 4e     | -      | 4e     | Ab.    | Ab.    | -      | -      | 7e     | -      |        |        | 48     | 6e               |
|                 |        |        |        |        |        |        |        |        |        |        |        |        |        |        |        |        |                  |
| 2016            | MON    | SWE    | MEX    | ARG    | POR    | ITA    | POL    | FIN    | GER    | CHN    | FRA    | ESP    | GBR    | AUS    |        | 0      | 40e              |
| 2016            | -      | -      | -      | -      | Ab.    | -      | 35e    | Ab.    | 63e    | An.    | -      | 24e    | 34e    | -      |        | 0      | 40e              |
| Drive Dmack Cup | -      | -      | -      | -      | Ab.    | -      | 4e     | Ab.    | 6e     | An.    | -      | 2e     | -      | -      |        | 130    | 4e               |
| WRC-2           | -      | -      | -      | -      | -      | -      | -      | -      | -      | An.    | -      | -      | 12e    | -      | 0      | 64e    |                  |
|                 |        |        |        |        |        |        |        |        |        |        |        |        |        |        |        |        |                  |
| 2017            | MON    | SWE    | MEX    | FRA    | ARG    | POR    | ITA    | POL    | FIN    | GER    | ESP    | GBR    | AUS    |        |        | 0      | 37e              |
| 2017            | -      | 16e    | -      | -      | -      | 20e    | -      | 22e    | 32e    | Ab.    | 45e    | 17e    | -      |        |        | 0      | 37e              |
| WRC-2           | -      | 5e     | -      | -      | -      | 6e     | -      | 7e     | 8e     | Ab.    | 13e    | 6e     | -      |        |        | 36     | 11e              |
|                 |        |        |        |        |        |        |        |        |        |        |        |        |        |        |        |        |                  |
| 2018            | MON    | SWE    | MEX    | FRA    | ARG    | POR    | ITA    | FIN    | GER    | TUR    | GBR    | ESP    | AUS    |        |        | 2      | 23e              |
| 2018            | Ab.    | -      | 9e     | 13e    | 12e    | 18e    | -      | 13e    | Ab.    | Ab.    | 11e    | -      | -      |        |        | 2      | 23e              |
| WRC-2           | -      | -      | 2e     | -      | 2e     | 8e     | -      | 3e     | Ab.    | Ab.    | 3e     | -      | -      |        |        | 70     | 5e               |
|                 |        |        |        |        |        |        |        |        |        |        |        |        |        |        |        |        |                  |
| 2019            | MON    | SWE    | MEX    | FRA    | ARG    | CHI    | POR    | ITA    | FIN    | GER    | TUR    | GBR    | ESP    | AUS    |        | 9      | 15e              |
| 2019            | 7e     | 19e    | -      | -      | 15e    | 12e    | Ab.    | 42e    | Ab.    | 9e     | 10e    | 33e    | 15e    | An.    |        | 9      | 15e              |
| WRC-2 Pro       | 1er    | 3e     | -      | -      | 2e     | 3e     | -      | 4e     | -      | -      | 1er    | 3e     | 4e     | An.    |        | 137    | 3e               |
|                 |        |        |        |        |        |        |        |        |        |        |        |        |        |        |        |        |                  |
| 2020            | MON    | SWE    | MEX    | EST    | TUR    | ITA    | BEL    | ITA    |        |        |        |        |        |        |        | 16     | 11e              |
| 2020            | 63e    | -      | 9e     | 8e     | 5e     | 25e    | An.    | Ab.    |        |        |        |        |        |        |        | 16     | 11e              |
|                 |        |        |        |        |        |        |        |        |        |        |        |        |        |        |        |        |                  |
| 2021            | MON    | FIN    | CRO    | POR    | ITA    | KEN    | EST    | BEL    | GRE    | FIN    | ESP    | ITA    |        |        |        | 64     | 9e               |
| 2021            | 8e     | 9e     | 7e     | 5e     | 26e    | 4e     | 32e    | 47e    | 5e     | 6e     | 6e     | 8e     |        |        |        | 64     | 9e               |
|                 |        |        |        |        |        |        |        |        |        |        |        |        |        |        |        |        |                  |
| 2022            | MON    | SWE    | CRO    | POR    | ITA    | KEN    | EST    | FIN    | BEL    | GRE    | NZL    | ESP    | JPN    |        |        | 44     | 10e              |
| 2022            | 5e     | 5e     | 15e    | 19e    | 7e     | 14e    | Ab.    | 7e     | 19e    | 29e    | Ab.    | Ab.    | 6e     |        |        | 44     | 10e              |